# Palung Co
Palung Co (kinesiska: Palong Cuo, 帕龙错) är en sjö i Kina. Den ligger i den autonoma regionen Tibet, i den sydvästra delen av landet, omkring 740 kilometer väster om regionhuvudstaden Lhasa. Palung Co ligger 5 101 meter över havet. Arean är 141 kvadratkilometer. Trakten runt Palung Co består i huvudsak av gräsmarker. Den sträcker sig 20,4 kilometer i nord-sydlig riktning, och 12,1 kilometer i öst-västlig riktning.
Genomsnittlig årsnederbörd är 424 millimeter. Den regnigaste månaden är juli, med i genomsnitt 109 mm nederbörd, och den torraste är mars, med 10 mm nederbörd.